# Карійці

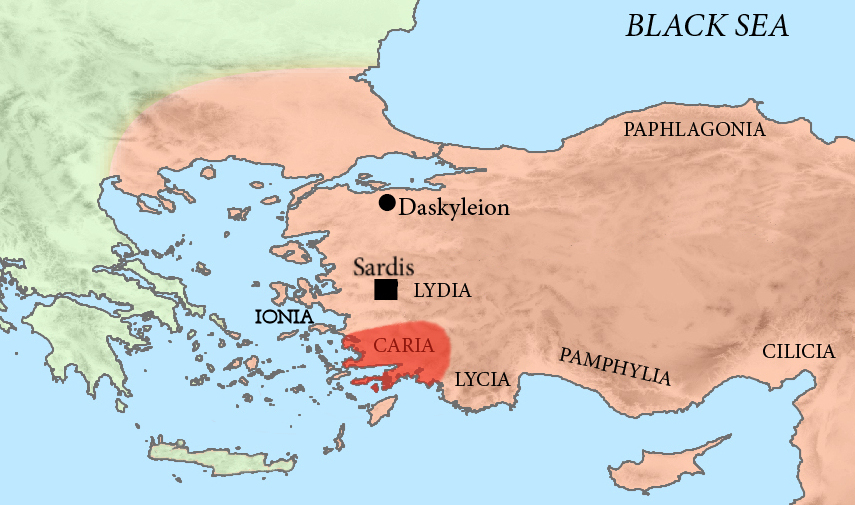
Розташування Карії серед регіонів Малої Азії класичного періоду

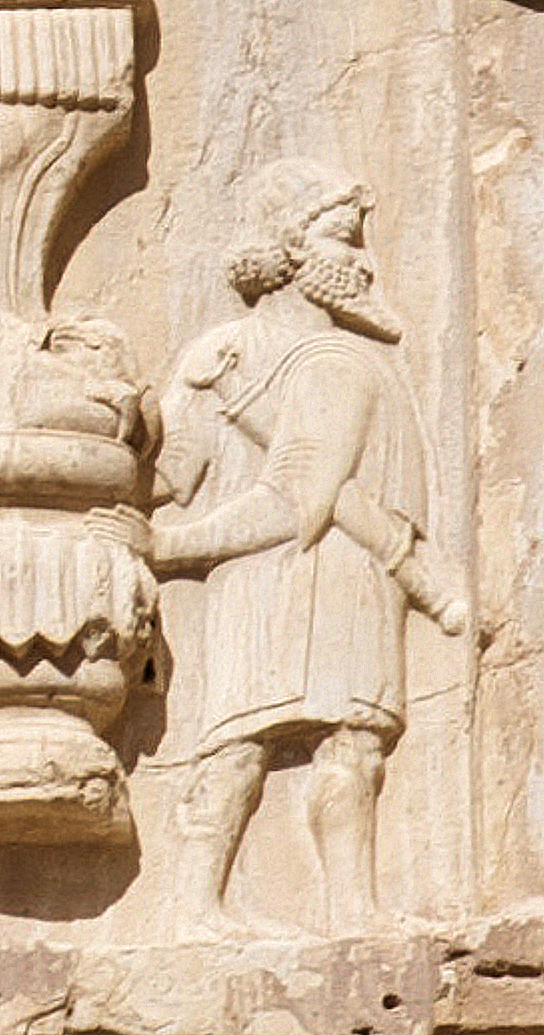
Карійський солдат армії Ахеменідів с. 480 р. до н. е. Гробниця Ксеркса I.

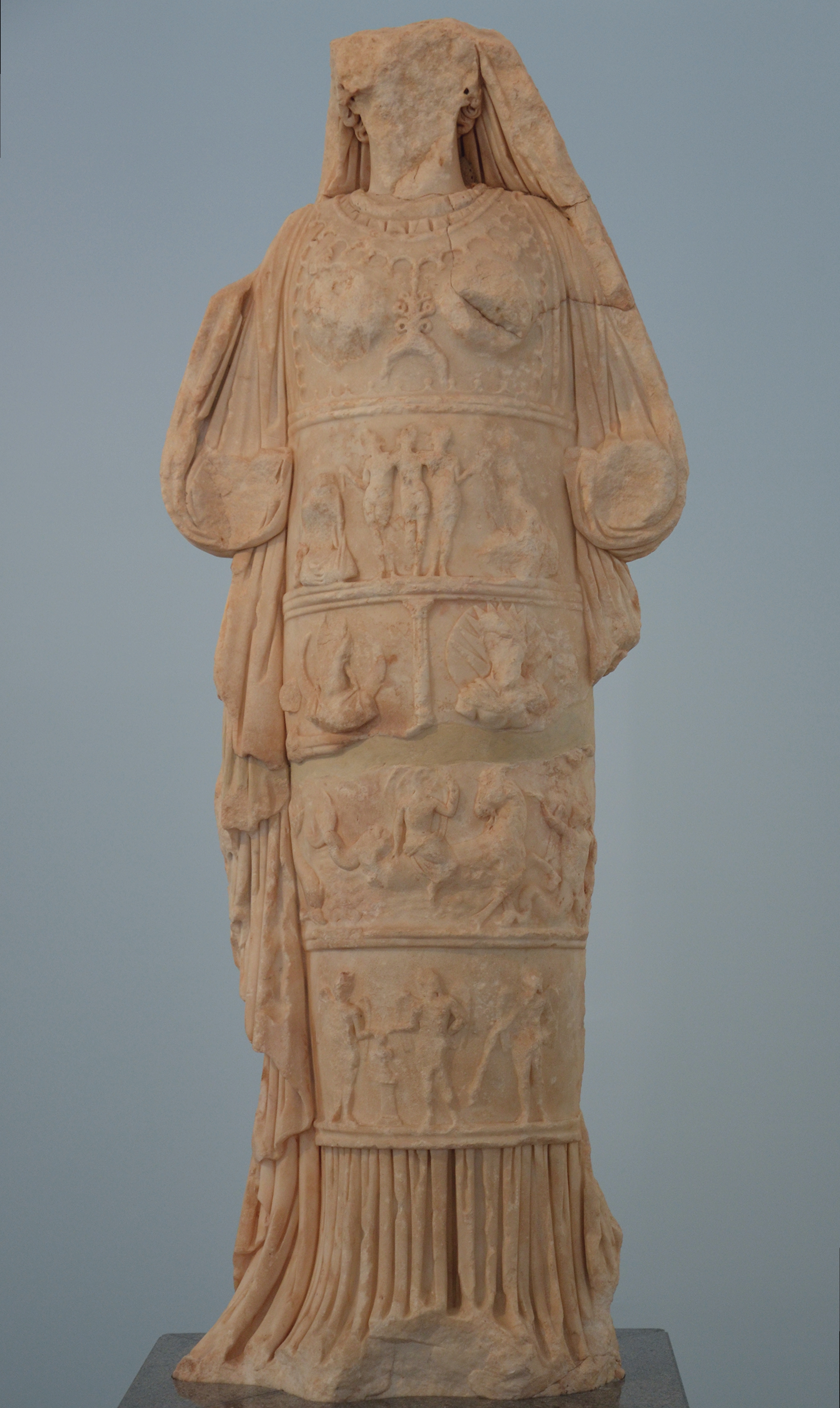
Стародавня копія культового образу місцевої богині, еллінізованої як Афродіта на Афродісіаді.

Карійці (дав.-гр. Κᾶρες, множина від Κάρ) — стародавні жителі регіону Карія на південному заході Анатолії.

## Згадки у негрецьких джерелах

### Каркіса
Частина дослідників вважають першою згадкою карійців термін «Каркія» або «Каркіса» з хетських текстів. Каркіса бронзової доби вперше згадується як союз племен або держава, що допомагала лізі Ассува у війні проти хетського короля Тудхалії I. Пізніше, в 1323 р. до зв. е., цар Арнувандас II направив до Каркії листа з проханням надати притулок поваленому Манапа-Тархунті з «землі річки Сеха», одного з князівств у складі лувійського союзу Арцава в західній Анатолії. Вони так і зробили, дозволивши Манапі-Тархунті повернути своє царство.
У 1274 році до нашої ери Каркіса також згадується серед тих, хто бився на боці Хетської імперії проти єгиптян у битві при Кадеші. В цілому, хетські записи, мабуть, вказують на лувійське походження жителів Каркії (Каркіси), і якщо ті володіли лувійською писемністю, то втратили її у Темні віки Анатолії.
Зв'язок між «Каркією» або «Каркісою» бронзової доби, з одного боку, і Карією залізної доби та карійцями, дуже спірний, незважаючи на те, що обидві локалізуються в західній Анатолії, оскільки неясно точне місце розташування Каркіси. Непрямим підтвердженням може бути те, що фінікійці називали карійців krk, а давньоперською мовою вони називалися krka.

### Єгипет
Більшість народів, які були сусідами карійців, згадується серед «народів моря», однак самі карійці серед них відсутні, якщо тільки до них не належить термін WSS, який пов'язували з містом Ясос у Карії.
Карійців також згадують у пізніший період серед найманців у написах, знайдених у Стародавньому Єгипті та Нубії та датованих правлінням Псамметиха I та II під назвами «Карі» або «Харі».
У Єгипті виявлено велику кількість написів карійською мовою 7-6 ст. до зв. е.

### Старий Заповіт
У деяких перекладах біблійних текстів карійці згадуються в 2 Книзі Царів 11: 4, 11:19 (/kɑˈɽi/ ; כָּרִי, на івриті буквально «як жирні вівці/кози», контекстуально «шляхетні» або «шановані»). Можливо, вони також згадуються в 2 Царств 8:18, 15:18 і 20:23 (כְּרֵתִי, «керетеї» або «керетяни») — згідно з альтернативною точкою зору, ті могли бути критянами).

### Персія
Знахідки, пов'язані з карійцями, були виявлені в стародавньому місті Персеполь або сучасному Тахт-і-Джамшиді в Ірані .